# Lijst van ministers-presidenten van Mecklenburg-Schwerin

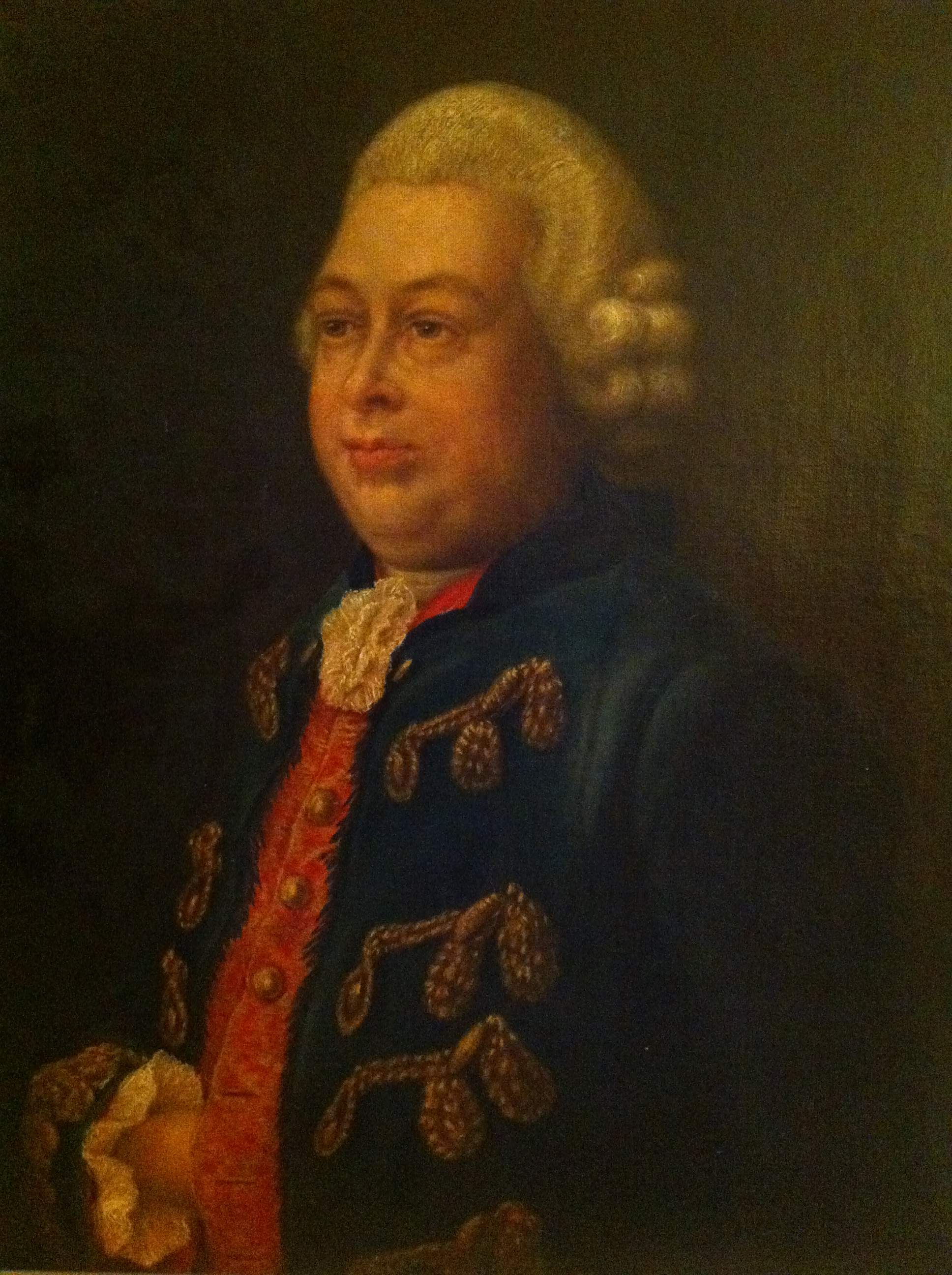
Carl Friedrich Graf von Bassewitz

Dit is een lijst van ministers-presidenten van de voormalige Duitse deelstaat Mecklenburg-Schwerin.
| Persoon                                                | periode                             | partij                              |
| Groothertogdom Mecklenburg-Schwerin                    | Groothertogdom Mecklenburg-Schwerin | Groothertogdom Mecklenburg-Schwerin |
| Staatsministers Staatsminister                         | Staatsministers Staatsminister      | Staatsministers Staatsminister      |
| ------------------------------------------------------ | ----------------------------------- | ----------------------------------- |
| Carl Friedrich Graf von Bassewitz                      | 1771 - 14 mei 1783                  |                                     |
| Stephan Werner von Dewitz auf Cölpin                   | 14 mei 1783 - 26 januari 1800       |                                     |
| Bernhard Friedrich Graf von Bassewitz                  | 1800 - 24 november 1808             |                                     |
| August Georg Freiherr von Brandenstein                 | 24 november 1808 - 12 april 1836    |                                     |
| Leopold Engelke von Plessen                            | 1836 - 25 april 1837                |                                     |
| Christian Friedrich Krüger                             | 1837 - 1840                         |                                     |
| Ludwig von Lützow                                      | 1840 - 1850                         |                                     |
| Hans Adolf Karl Graf von Bülow                         | 12 april 1850 - 1858                |                                     |
| Jasper Joachim Bernhard Wilhelm von Oertzen            | 29 mei 1858 - 1869                  |                                     |
| Henning Carl Friedrich Graf von Bassewitz              | 1869 - 15 december 1885             |                                     |
| Alexander Friedrich Wilhelm Graf von Bülow             | 1886 - 1901                         |                                     |
| Karl Heinrich Ludwig Graf von Bassewitz-Levetzow       | 1901 - 1914                         |                                     |
| Adolf Ferdinand Helmut August Wilhelm Langfeld         | 1914 - 9 november 1918              |                                     |
| Hugo Wendorff                                          | 9 november 1918 - 14 november 1918  | DDP                                 |
| Vrijstaat Mecklenburg-Schwerin                         |                                     |                                     |
| Staatsminister                                         |                                     |                                     |
| Hugo Wendorff                                          | 14 november 1918 - 1919             | DDP                                 |
| Ministers-presidenten Ministerpräsidenten              |                                     |                                     |
| Hugo Wendorff                                          | 1919 - 28 juli 1920                 | DDP                                 |
| Hermann Reincke-Bloch                                  | 28 juli 1920 - 14 januari 1921      | DVP                                 |
| Johannes Stelling                                      | 14 januari 1921 - 18 maart 1924     | SPD                                 |
| Joachim Freiherr von Brandenstein                      | 18 maart 1924 - 8 juli 1926         | DNVP                                |
| Paul Schröder                                          | 8 juli 1926 - 10 juli 1929          | SPD                                 |
| Karl Eschenburg                                        | 10 juli 1929 - 13 juli 1932         | AGNM                                |
| Regeringsleiders ten tijde van het nationaalsocialisme |                                     |                                     |
| Ministers-presidenten Ministerpräsidenten              |                                     |                                     |
| Walter Granzow                                         | 13 juli 1932 - 10 augustus 1933     | NSDAP                               |
| Hans Egon Engell                                       | 10 augustus 1933 - 31 december 1933 | NSDAP                               |
| Rijksstadhouder Reichsstatthalter                      |                                     |                                     |
| Friedrich Hildebrandt                                  | 26 mei 1933 - 31 december 1933      | NSDAP                               |

## Voetnoten
1. 1 2  Karl Christoph Albert Heinrich von Kamptz: Beyträge zum Mecklenburgischen Staats- und Privat-Recht, Band 4, Neustrelitz und Leipzig, 1801, S.167 Digitalisat Google books